# Работен плот (компютри)
При компютърните операционни системи, десктоп среда (на английски: desktop environment) се нарича графичният интерфейс, чрез който потребителят може лесно да взаимодейства с компютъра.
Десктоп средата представлява съвкупност от панели, приложения и инструменти, които имат сходен графичен потребителски интерфейс (GUI). Много често тези приложения използват обща графична библиотека (например Qt и GTK+), която улеснява разработката и позволява интеграция между приложенията.
Десктоп средата има за цел да бъде интуитивен начин, по който потребителя да взаимодейства с компютъра чрез понятия, които са подобни на тези, използвани при взаимодействието с физическия свят, като бутони и прозорци.

## Елементи на десктоп средата
Целта на една десктоп среда е да предостави като един цялостен пакет приложен софтуер, който изпълнява различни функции. Предимството на един такъв пакет от приложения е, че отделните части от него работят добре заедно и могат да се настройват едновременно. Всички приложения в една десктоп среда използват определена библиотека, която им позволява да изглеждат сходно и да работят по подобен начин. Много от десктоп средите съдържат мениджър на прозорци. Той се грижи за изобразяване на прозорците на програмите и може да позволява преместване, промяна на размера и др.

## Популярни десктоп среди
Има много десктоп среди. Повечето операционни системи позволяват на потребителя да избира между няколко работни плота. Най-популярните десктоп среди са:
- KDE – Красиво изглеждаща десктоп среда. Съдържа голям набор от приложения и предлага безкрайни възможности за персонализация.
- GNOME – Красиво изглеждаща десктоп среда, предлагаща иновативен начин да използвате компютъра си. Съдържа голям набор от приложения.
- Xfce – „Лека“ десктоп среда, с традиционен изглед.
- LXDE — „Лека“ десктоп среда, подходяща за остарял хардуер.
- Cinnamon – Красива десктоп среда с традиционен изглед, подходяща за хора, които преминават от Windows на Linux. Разработена е за Linux Mint, но е налична и в много други дистрибуции.